# 博特默尔
博特默尔（法語：Botmeur，法語發音：[bɔtmœʁ]）是法国菲尼斯泰尔省的一个市镇，位于该省中北部，属于沙托兰区。

## 地理
博特默尔（48°23'1"N, 3°54'55"W）面积13.62 平方千米，位于法国布列塔尼大區菲尼斯泰尔省，该省份为法国最西部的省份，位于布列塔尼半岛西部，北西南三面环大西洋，东临阿摩尔滨海省和莫尔比昂省。
与博特默尔接壤的市镇（或旧市镇、城区）包括：科马纳、布拉斯帕尔、布雷尼利斯、拉弗耶、圣里沃阿尔、锡赞。

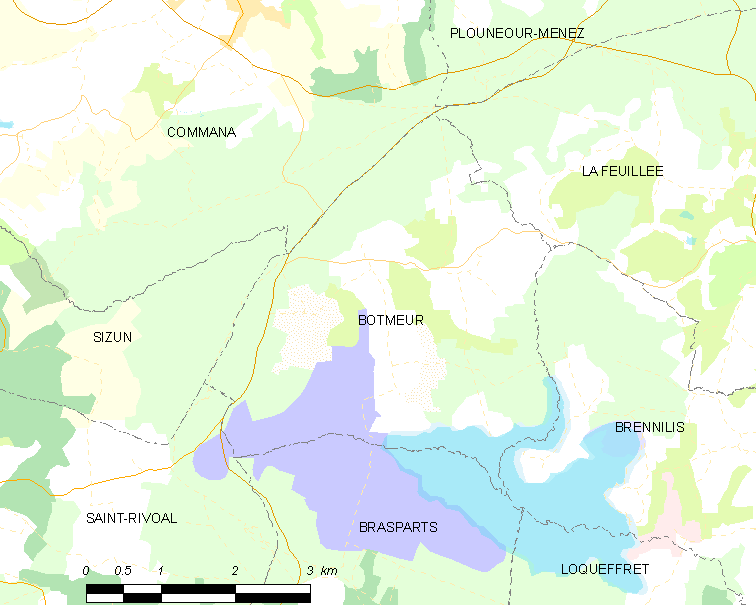
博特默尔的OSM定位图

博特默尔的时区为UTC+01:00、UTC+02:00（夏令时）。

## 行政
博特默尔的邮政编码为29690，INSEE市镇编码为29013。

## 政治
博特默尔所属的省级选区为卡赖普卢盖尔县。

## 人口

1962-2008年间博特默尔人口变化图示

博特默尔于2022年1月1日时的人口数量为227人。